# Vitis flexuosa
Vitis flexuosa — вид рослин з роду Виноград (Vitis).

## Поширення та середовище існування
Вид є ендеміком для Китаю, Бангладешу, Індії, Корейського півострова, Японії, Філіпін, В'єтнаму, Лаосу, Таїланду, Тайваню, Непалу, Острова Різдва, острова Ява. Зростає у лісах, чагарниках, долинах, полях й на схилах пагорбів, на висоті від 100 до 2300 метрів над рівнем моря.

## Опис
Гілки вальцяті, з поздовжніми гребенями. Вусики роздвоєні. Листя просте, прилистки опадають. Черешок майже голий, від 1,5 до 7 см завдовжки. Листкова пластинка яйцеподібна, від 2,5 до 12 см завдовжки та від 2,3 до 10 см завширшки. Квітконіжка гола, розміром від 1,1 до 2,5 мм. Бруньки оберненояйцеподібні, від 2 до 3 мм, верхівка закруглена. Чашечка гола, хвилясто-лопатева. Ягода куляста, 8—10 мм у діаметрі. Цвіте з березня по травень. Плодоносить з липня по листопад.